# Törpecsuszka
A törpecsuszka (Sitta pygmaea) a verébalakúak (Passeriformes) rendjébe, ezen belül a csuszkafélék (Sittidae) családjába tartozó faj.

## Előfordulása
Kanada és az Amerikai Egyesült Államok területén honos. A természetes élőhelye szubarktikus erdők, valamint szubtrópusi és trópusi hegyi esőerdők

## Alfajai
- Sitta pygmaea brunnescens
- Sitta pygmaea canescens
- Sitta pygmaea chihuahuae
- Sitta pygmaea elii
- Sitta pygmaea flavinucha
- Sitta pygmaea leuconucha Anthony, 1889
- Sitta pygmaea melanotis van Rossem, 1929
- Sitta pygmaea pygmaea Vigors, 1839

## Megjelenése
|  |

## Életmódja
Rovarokkal táplálkozik, de télen megeszi a magvakat is.